# Marie Oyon
Marie Oyon (geboren als Marie Tunney, Montoir-de-Bretagne, 31 december 1898 - Le Mans, 11 oktober 1969) was een Frans socialistisch politica. Ze was een van de eerste vrouwelijke Franse parlementairen.
Tunney verhuisde in het kader van haar werk als stenografe van het departement Loire-Atlantique naar het departement Sarthe. Daar leerde ze Alexandre Oyon kennen met wie ze trouwde. Haar echtgenoot werd adjoint van de burgemeester  (schepen of wethouder) van Le Mans. Tijdens de Tweede Wereldoorlog was hij een van de leiders van het Franse geheim leger in Sarthe en ook Marie Oyon ging in het verzet. Het echtpaar werd op 21 februari 1944 thuis aangehouden door de Gestapo. Marie Oyon werd naar het concentratiekamp Ravensbrück gestuurd en overleefde de oorlog. Haar echtgenoot overleed op 27 maart 1945 in Amstetten, in een kamp verbonden aan het concentratiekamp Mauthausen.
Na de oorlog werkte Marie Oyon in de verzekeringssector. Ze werd ook actief in de politiek. In september 1945 werd ze verkozen in de Conseil général van Sarthe. Ze werd samen met Renée Armand (1907-1992) de eerste vrouw verkozen in dit orgaan. Bij de verkiezing van 21 oktober 1945 werd ze ook verkozen in de Assemblée nationale. Op 19 december 1946 werd ze verkozen in de Senaat en ze bleef senator tot 1948. Ze stelde zich niet verkiesbaar bij de volgende senaatsverkiezing.